# Danamon Indonesia Open 1995
Danamon Indonesia Open 1995 — жіночий тенісний турнір, що проходив на відкритих кортах з твердим покриттям Gelora Senayan Stadium у Джакарті (Індонезія). Належав до турнірів 3-ї категорії в рамках Туру WTA 1995. Відбувсь утретє і тривав з 2 до 8 січня 1995 року. Перша сіяна Забіне Гак здобула титул в одиночному розряді й отримала 26,5 тис. доларів США.

## Фінальна частина

### Одиночний розряд
Забіне Гак —  Іріна Спирля 2–6, 7–6(8–6), 6–4
- Для Гак це був єдиний титул в одиночному розряді за сезон і 4-й (останній) за кар'єру.

### Парний розряд
Клаудія Порвік /  Іріна Спирля —  Лоранс Куртуа /  Нансі Фебер 6–2, 6–3
- Для Порвік це був 1-й титул за рік і 5-й — за кар'єру. Для Спирлі це був 1-й титул за рік і 3-й — за кар'єру.